# Manuel Camacho (aktor)
Manuel Ángel Camacho Mohedano (ur. 17 czerwca 2000 w Villanueva de Córdoba España) – hiszpański aktor. 
Był nominowany do nagrody Goya dla najlepszego aktora w filmie Wśród wilków, w którym grał Marcosa Rodrígueza Pantoja,, rolę którą otrzymał po przesłuchaniu 206 dzieci

## Filmografia
| Filmy | Filmy                 | Filmy                    | Filmy                      | Filmy                                   |
| Rok   | Tytuł                 | Rola                     | Ocena wrażeń               | Nominacje                               |
| ----- | --------------------- | ------------------------ | -------------------------- | --------------------------------------- |
| 2010  | Wśród wilków          | Marcos Rodríguez Pantoja | 2,7/5 w oparciu o 5 mediów | Nominowany do nagrody Goya - XXV edycji |
| 2015  | Mój przyjaciel orzeł. | Lukas                    |                            |                                         |